# The Ascent of Rum Doodle
The Ascent of Rum Doodle is een korte novelle uit 1956 geschreven door de Britse auteur W.E. Bowman (1911-1985).  Het is een parodie op de non-fictie verslagen van bergbeklimmingsexpedities, met name het boek Annapurna van de hand van Maurice Herzog, waarin de eerste beklimming van de top van de berg Annapurna I in Nepal wordt beschreven. Deze boeken waren populair in de jaren 50 van de twintigste eeuw, voornamelijk vanwege het feit dat destijds vele bergtoppen voor het eerst bereikt werden.
Rum Doodle is een fictieve berg in het fictieve land Yogistan. Door het boek zijn inmiddels wel enkele locaties en bijvoorbeeld een restaurant in Kathmandu vernoemd naar de Rum Doodle.
Het boek is met regelmaat opnieuw uitgegeven sinds 1956 en heeft ondanks (of juist dankzij) dat het een parodie is een bepaalde cultstatus bereikt onder bergbeklimmers en mensen die geïnteresseerd zijn in die literatuur.
De huidige editie wordt in Nederland uitgegeven door Vintage en bevat een voorwoord door Bill Bryson. Het boek maakt deel uit van de lijst '1000 Novels Everyone Must Read' zoals door de krant The Guardian in januari 2009 gepubliceerd.